# Poppelsdorf

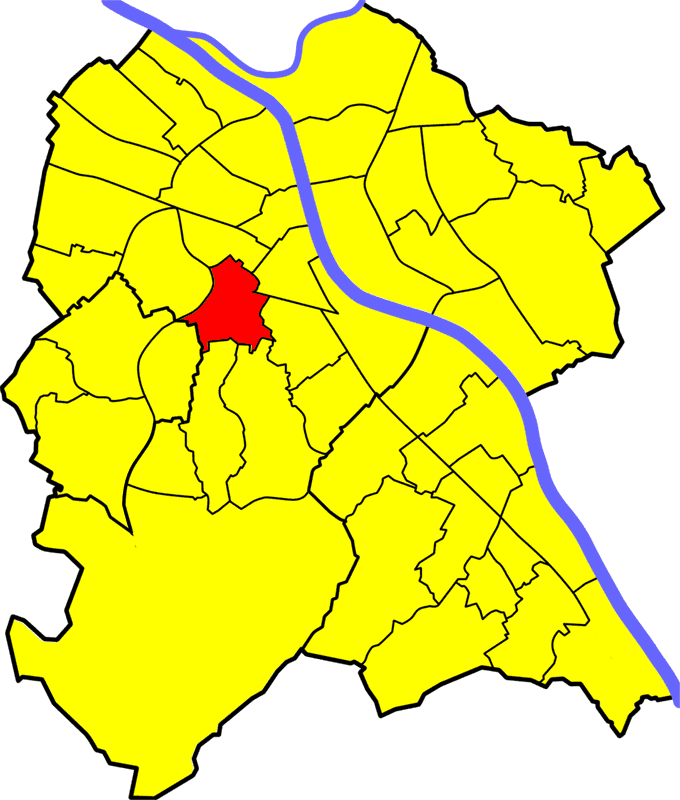
Situation de Poppelsdorf dans la ville de Bonn

Poppelsdorf est un ancien village qui forme actuellement un quartier de la ville allemande de Bonn (Rhénanie-du-Nord-Westphalie).

## Histoire
Au XIXe siècle, Poppelsdorf est un village où étaient bâties de belles maisons de campagne. Une manufacture de porcelaine y était établie et, en 1885, une garnison, le régiment d'infanterie no 28, y était caserné. Le village comptait alors 3 930 habitants. Poppelsdorf est ensuite absorbé par la ville de Bonn.

## Curiosités

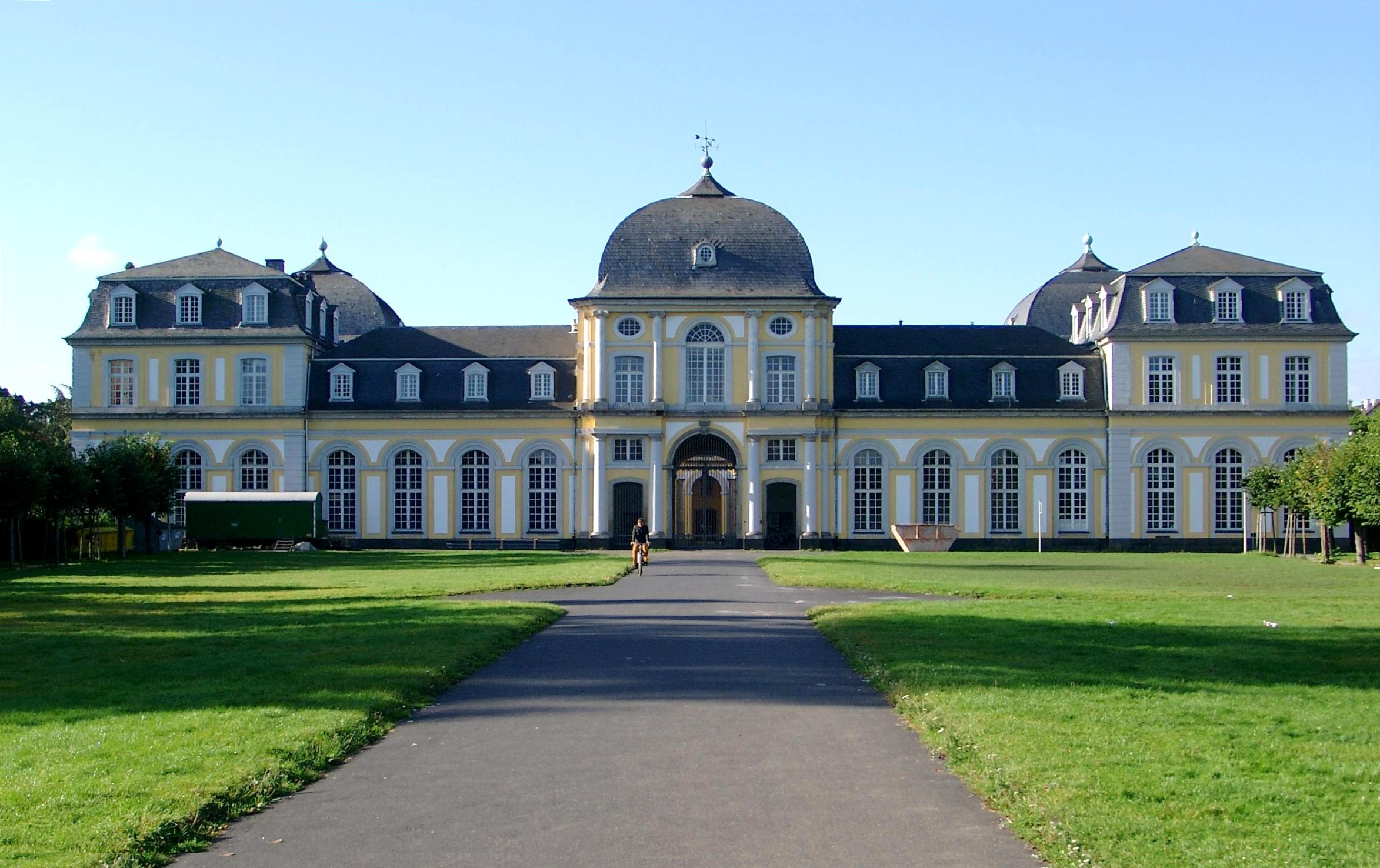
Château de Poppelsdorf

L'attraction principale du quartier est le château bâti par le prince Clément Auguste de Bavière (1700-1761) qui a été légué à l'université par Frédéric-Guillaume III de Prusse (1770-1840). Aujourd'hui, il accueille des Instituts de biologie et de minéralogie ainsi qu'un musée. Un jardin botanique présente de nombreuses variétés végétales et détient le record du monde de la plus grande fleur jamais observée, à savoir un Arum titan (Amorphophallus titanum) de 274 cm de haut (qui a fleuri en 2003).

## Personnalités liées à la localité
Nés à Poppelsdorf
- Henry Vianden (1814-1899), graveur et lithographe